# Villacedré
Villacedré es una localidad española, perteneciente al municipio de Santovenia de la Valdoncina, en la provincia de León y la comarca de Tierra de León, en la Comunidad Autónoma de Castilla y León.
Los terrenos de Villacedré limitan con los de Armunia al norte, Trobajo del Cerecedo al noreste, Santa Olaja de la Ribera al este, Castrillo de la Ribera y Vilecha al sureste, Onzonilla al sur, Ribaseca, Santovenia de la Valdoncina y Quintana de Raneros al suroeste, Fresno del Camino al oeste y La Virgen del Camino y Oteruelo de la Valdoncina al noroeste.
Perteneció a la antigua Hermandad de Valdoncina.

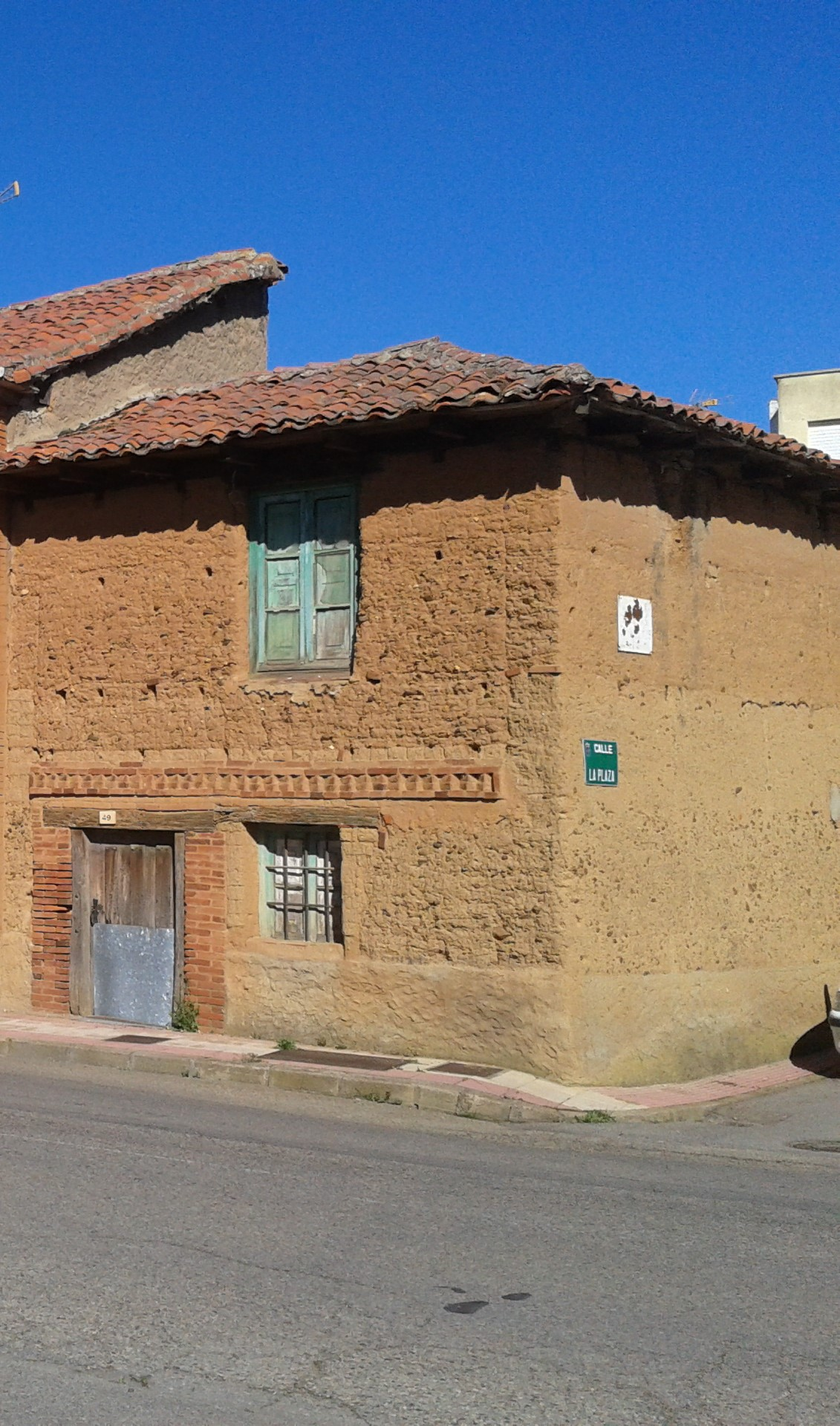
Arquitectura popular en Villacedré